# Lothian Nicholson

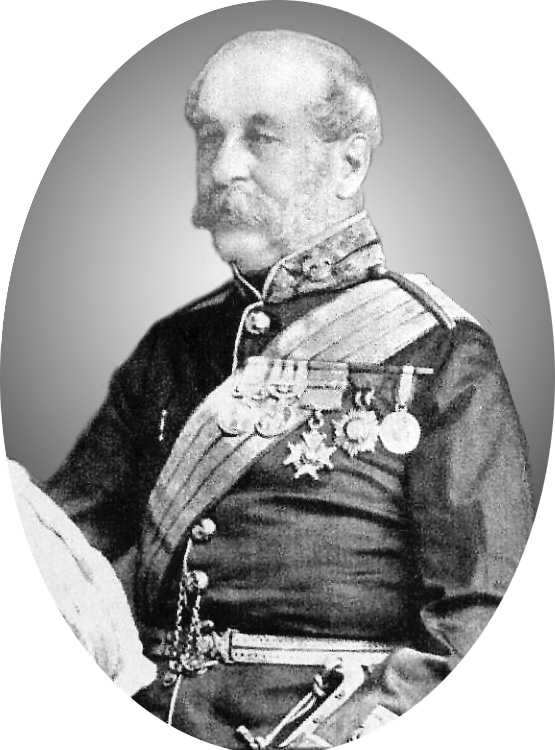
Sir Lothian Nicholson, KCB, RE

Lieutenant-General Sir Lothian Nicholson, KCB (* 19. Januar 1827; † 27. Juni 1893) war ein britischer Offizier und Kolonialbeamter.

## Leben
Nicholson erhielt seine Ausbildung an der Mr Malleson's School  in Hove und der Royal Military Academy Woolwich. 1846 trat er in das Royal Corps of Engineers ein. 1855 nahm er während des Krimkrieges an der Belagerung von Sewastopol teil. 1857 wurde er nach Calcutta versetzt, wo er an der Niederschlagung des Indischen Aufstandes beteiligt war. Er nahm an der Eroberung von Lucknow teil.
Nach Rückkehr aus Indien erhielt er 1861 das Kommando über die Royal Engineers im London District. Aber 1868 war er in gleicher Dienststellung in Gibraltar tätig, bevor er im gleichen Jahr Assistant Adjutant-General for the Royal Engineers in Irland wurde.
1878 wurde er zum Lieutenant Governor von Jersey ernannt. Ab 1886 bekleidete Nicholson die Dienststellung eines Inspector-General of Fortifications. Im Jahr 1891 wurde er zum Gouverneur von Gibraltar ernannt. Er verstarb während seiner Amtszeit 1893. Sein Grab befindet sich auf dem Nordfriedhof in Gibraltar.